# Veldpilotenonderscheiding
De Veldpilotenonderscheiding (Duits: "Feldpilotenabzeichen") was een onderscheiding van de luchtmacht van het Keizerrijk Oostenrijk-Hongarije. De onderscheiding die zonder lint op de rechterborst werd vastgespeld toonde een vliegende bronskleurige adelaar binnen een groen geëmailleerde vergulde eikenkrans.
De onderscheiding, een van de vele draagbare insignes voor bekwaamheid, werd in een keizerlijk decreet van 11 september 1912 ingesteld. Op 4 januari 1913 verscheen het decreet in het K. und K. Normalverordnungsblatt nummer 2/1913. Er werd ook een circulaire gedrukt met de datum 4 januari 1913, Sektion 13, Nummer 2218. Op de circulaire werd precies getoond hoe de nieuwe Veldpilotenonderscheiding er uit moest gaan zien. De legerleiding die onder invloed van stafchef Franz Conrad von Hötzendorf, het parlementslid Silberer, generaal-majoor Schleyer, ingenieur Igo Etrich en met name de belangrijke strateeg en hervormer generaal Franz Conrad von Hötzendorf steeds meer waarde aan de militaire luchtvaart was gaan hechten koos voor een model dat sterk afweek van de vier tressen en de 24 bestaande eenvoudige onderscheidingen voor bekwaamheid zoals de "Schützenauszeichnung für die Kavallerie" en de "Pferdewärterauszeichnung" die traditioneel de vorm van een metalen rozet hadden. Het was erg moeilijk in binnen het zeer reactionaire officierscorps van het Oostenrijks-Hongaarse Keizerrijk vernieuwingen door te voeren. De glamour en de losse aard van de vliegers kwam in botsing met de tradities. Het Feldpilotenabzeichen benadrukt hun aparte positie.
De Eerste Balkanoorlog gaf in 1912 de aanzet tot de opbouw van de Oostenrijks-Hongaarse luchtmacht. Het land begon met de bouw van vliegtuigen in Wiener-Neustadt en vliegvelden met pilotenopleidingen in Wiener-Neustadt, Görz, Fischamend en Neusatz, het huidige Ujvidek. In 1913 kwamen daar Przemyśl, Ujvidek en Sarajevo bij.
In het voorjaar van 1914 volgde een luchtmachtbasis in Mostar. De opleiding werd geplaagd door tegenslagen zoals het neerstorten van de instructeurs. Omdat de opleiding niet genoeg piloten afleverde eiste de chef van het project, kolonel Uzelac dat men ook veelbelovende onderofficieren en manschappen op zou gaan leiden tot piloot. Desondanks had het grote en op papier machtige Oostenrijk-Hongarije aan de vooravond van de Eerste Wereldoorlog niet meer dan 97 officieren-piloten tegen 500 Duitse piloten en waarnemers.
De Veldpilotenonderscheiding en de variant van de Marineluchtvaartdienst, het "Seeflugführerabzeichen" ( De Zeepilotenonderscheiding) uit 1915, werden zowel aan officieren als aan onderofficieren en manschappen uitgereikt. Dat was in het zeer standsbewuste Oostenrijk uitzonderlijk. Van de overige tientallen onderscheidingen werd alleen het Kruis van Verdienste met en zonder de kroon eveneens aan onderofficieren én officieren toegekend.
Na 1916 werd de Veldpilotenonderscheiding over het algemeen (ook met terugwerkende kracht) alleen toegekend voor de duur van een jaar. Wanneer de piloot niet een minimum van 10 operationele vluchten (Duits: "Feindflügen") in het afgelopen jaar kon bewijzen verviel het recht om de Veldpilotenonderscheiding te dragen. Het recht werd steeds met een jaar verlengd. Als het gevraagde bewijs niet was overhandigd moest het insigne worden teruggegeven, De Veldpilotenonderscheiding was dan ook bezit van het Oostenrijks-Hongaarse leger.
Er was niet in een diploma of oorkonde voorzien. De uitgifte van de veldpilotenonderscheiding werd administratief overgelaten aan de eenheden van de luchtmacht. De verleningen werden wél gepubliceerd onder de reeks personalia in de Legergazet/
Een permanent bezit van de Veldpilotenonderscheiding kwam alleen voor wanneer:
- 1. De opleiding voor 31 december 1913 was voltooid.
- 2. De piloot de Veldpilotenonderscheiding viermaal had ontvangen of verlengd.
- 3. De piloot tijdens zijn inzet gewond was geraakt en bovendien geëerd was voor moed in gevecht met de vijand.

Op 10 september 1917 (gepubliceerd op 6 oktober 1917), werd het tweede model ingevoerd.
- 1913: 64 officieren, waaronder 14 officieren van de marine
- 1914: 33 officieren
- 1915: 26 officieren, 81 onderofficieren en soldaten
- 1916: 54 officieren, 164 onderofficieren en soldaten
- 1917: 95 officieren, 199 onderofficieren en soldaten

Om verschillende redenen werd de Veldpilotenonderscheiding ook toegekend aan piloten van de geallieerde legers en Duitse piloten onder bevel van generaal-majoor Uzelac. In de archieven in Wenen rust alleen de lijst van de vóór november 1916 aan bondgenoten uitgereikte Veldpilotenonderscheidingen. In deze lijst worden 78 Duitsers en drie Bulgaren met name genoemd. Van de jaren 1917 en 1918 bestaat geen schriftelijk bewijzen van onderscheidingen aan buitenlanders.
Er zijn 797 Veldpilotenonderscheidingen van het Ie model uit model 1913 uitgereikt. Dat maakt de onderscheiding zeer zeldzaam. Van de Orde van Maria Theresia werden 1.243 kruisen verleend.
Na de ineenstorting van de dubbelmonarchie bleven de dragers van de Veldpilotenonderscheiding deze dragen. De regeringen van de staten die de plaats van het vermolmde keizerrijk innamen; Oostenrijk, Hongarije. Tsjecho-Slowakije, Roemenië, Italië, Polen en Joegoslavië namen allen behalve grondgebied en onderdanen ook militaire piloten over. De laatsten van de piloten van de Oostenrijks-Hongaarse luchtmacht die in 1918 de Veldpilotenonderscheiding verwierven hebben het versiersel zélf gekocht. Het had geen zin om de opvolgerstaten te vragen om keizerlijke en Apostolisch Koninklijke onderscheidingen van de in ballingschap gestuurde keizer Karel.
De piloten vervingen de beschadigde of zoek geraakte onderscheidingen op eigen kosten en zo bleven de juweliers tot in de jaren 40 Veldpilotenonderscheidingen van beide typen leveren. Oostenrijkse piloten die na de Anschluss in 1938 dienst namen in Hitlers Luftwaffe wilden graag hun Veldpilotenonderscheiding blijven dragen. In ten minste een geval vroeg een piloot die in de Eerste Wereldoorlog niet genoeg operationele vluchten had gemaakt in 1940 alsnog om een oude Veldpilotenonderscheiding.
De ondergang van de Oostenrijks-Hongaarse luchtmacht betekende dat de dragers van de Veldpilotenonderscheiding gebruik konden maken van onduidelijkheden over de verlening. Ze hielden zich niet langer aan de bepalingen maar bleven, of ze nu vlieguren maakten of niet, hun Veldpilotenonderscheiding dragen. Sommigen vervingen op eigen gezag hun Veldpilotenonderscheiding van het Ie type met de enkele kroon en het monogram "FJI" door een exemplaar van het IIe type met het monogram "K" De Oostenrijkse onderscheidingen zaten in de voorgeschreven vorm vast aan een te lange en te dunne speld. Deze werd vaak op eigen gezag vervangen door haken of door een beter mechanisme.
Omwille van het comfort droegen de piloten ook graag geborduurde onderscheidingen op hun vliegkleding. Een metalen Veldpilotenonderscheiding is in een cockpit ongemakkelijk en potentieel gevaarlijk om te dragen.

## De uitvoeringen van de Veldpilotenonderscheiding

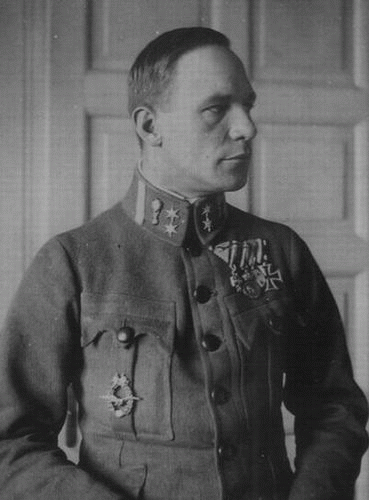
Oberleutnant Alois Brunner met de Veldpilotenonderscheiding van het IIe type.

De onderscheiding werd door de hofjuweliers zeer gedetailleerd uitgevoerd.
Het eerste type uit 1913 was ovaal en van verguld tombak en verschillende kleuren emaille. De neerkijkende adelaar is op de krans bevestigd. Waar de twee takken samenkomen staat het monogram "FJI" van de stichter keizer Frans Jozef I van Oostenrijk in rood en goud op een wit vlak. Waar de twee takken samenkomen staat de rood geëmailleerde gouden Rudolfinische keizerskroon met rood geëmailleerde "infulae". De plastische en massieve adelaar draagt op de achterzijde een juweliersstempel van “J. Zimbler Wien VII.”.
Het eerste type wordt in de circulaire uit 1913 zonder de twee infulae achter de kroon getekend. In de antiekhandel komen versierselen met en zonder de infulae voor. Men ziet ook niet geëmailleerde sterk gewelfde versierselen van het Ie model.
Het tweede type uit 1916 droeg het monogram van keizer Karl en de twee zorgvuldig geëmailleerde kronen van de dubbelmonarchie, de Rudolfinische keizerskroon en de kroon van Sint-Stephan met daarachter de twee van de rode linten of "infulae" van deze kronen. De krans is bovenaan met rood-witte linten tesaamgebonden. De versierselen zijn van "Buntmetall", een goedkope alliage van messing en andere goedkope metalen. De adelaar is met zuur bruin gemaakt en het versiersel is veel holler dan het Ie type. De Oostenrijks-Hongaarse oorlogseconomie had een nijpend tekort aan metalen, vandaar de keuze voor oorlogsmetaal.
De beide onderscheidingen werden en worden veel nagemaakt. Er zijn na de oorlog kopieën voor de dragers gemaakt. Er bestaan ook al dan niet als zodanig gemerkte kopieën voor verzamelaars en dan zijn er de vervalsingen ten nadele van de verzamelaars van onderscheidingen uit de Eerste Wereldoorlog. De originelen bestaan uit twee delen en deze zijn met twee stiften op elkaar bevestigd.
Van het Ie type werden ook door Duitse juweliers exemplaren gemaakt. De Oostenrijkers verleenden hun Feldpilotenabzeichen ook aan Duitse piloten waar onder de beroemde Manfred von Richthofen. Er zijn originele, uit de periode van de Ie Wereldoorlog stammende, in Duitsland vervaardigde Feldpilotenabzeichen zonder een stempel van een juwelier bekend. Deze versierselen hebben een brede grijsmetalen pin waar de Oostenrijkse exemplaren een dunne goudkleurige bevestiging hebben.
Sinds augustus 1995 noemen de afgestudeerden van de Militaire School voor Onderofficieren van het Oostenrijkse Leger in Enns ieder jaar hun jaargang naar een drager van de Gouden Medaille voor Dapperheid. De piloot Kurt Gruber gaf zijn naam aan de Ie klas van 1997. Hij droeg ook de Veldpilotenonderscheiding.